# Bora Bora (comune)
Bora Bora è un comune francese della Polinesia francese nelle Isole Sottovento.
Si estende sull'omonima isola e sull'atollo di Tupai, per una superficie complessiva di 49 km². La popolazione, secondo il censimento del 2007, ammonta a 8 880 persone.
Al comune di Bora Bora appartengono tre comuni associati:
- Hunue (capoluogo Vaitape);
- Faanui-Tupai (capoluogo Faanui);
- Anau (capoluogo Anau).

Attuale sindaco di Bora Bora è l'ex presidente della Polinesia francese Gaston Tong Sang, del partito O Porinetia To Tatou Ai'a.

Mappa del comune